# Zjednoczona Organizacja Partyzancka

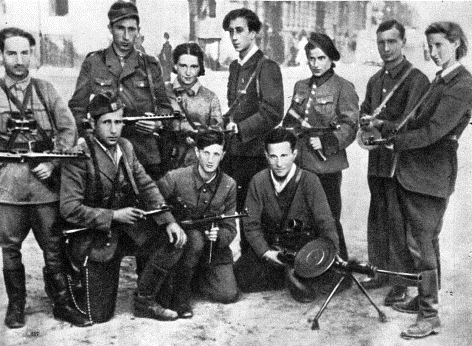
Aba Kowner z partyzantami ZOP w Wilnie, 14 lipca 1944

Zjednoczona Organizacja Partyzancka (jid. ‏פֿאַראייניקטע פּאַרטיזאַנער־אָרגאַניזאַציע‎, Farejnikte Partizaner-Organizacje, FPO) – konspiracyjna organizacja zbrojnego oporu Żydów uwięzionych w getcie wileńskim w czasie Holokaustu. Organizacja miała charakter paramilitarny, a po wyjściu jej członków z getta do lasu przerodziła się w oddziały partyzanckie.  Przez niektórych publicystów, jak Tomasz J. Kazimierski, wymieniana jest jako pierwsza konspiracyjna organizacja żydowska na terenach okupowanej Polski. Powstała 23 stycznia 1942, a jej charakter został zatwierdzony ostatecznie na posiedzeniu w lutym.
Powstała na skutek międzypartyjnego porozumienia przedstawicieli Ha-Szomer Ha-Cair, Ha-noar Ha-cijoni, Betaru, Bundu oraz komunistów. Jednym z jej twórców i pierwszym przywódcą był Icchak Wittenberg.
W początkowym okresie organizacja zajmowała się przede wszystkim propagandą, wydawaniem biuletynów, podrabianiem dokumentów, sabotażem i zdobywaniem broni, którą Żydzi wykradali lub zdobywali od Litwinów, jak Julian Jankauskas, oraz członków polskiego podziemia. 
W styczniu 1942 zatrudnieni przy katalogowaniu zrabowanych dzieł sztuki i księgozbiorów pochodzących z żydowskich i polskich muzeów, bibliotek, bożnic, mieszkań prywatnych oraz YIVO na zlecenie Einsatzstab-Reichsleitera Rosenberga, przyszli członkowie FPO podjęli się organizacji schowków i zdeponowania w nich najcenniejszych ze zrabowanych dzieł, którym groziło zniszczenie, w tym około dwóch tysięcy ksiąg z biblioteki Straszuna, rzeźb z Muzeum An-skiego, oryginału niewydanego dotąd słownika dra Alfreda Landaua, listów Szolema Alejchema, rękopisów Chajima Nachmana Bialika, Maksyma Gorkiego i Dawida Bergelsona. 
FPO wysłało również emisariuszy do innych gett w tym warszawskiego i białostockiego, próbując bezskutecznie nawiązać kontakt z tamtejszym podziemiem. 
Organizacja pozostała w getcie do momentu, kiedy rozpoczęła się likwidacja getta, wtedy jego członkowie ukryli się w piwnicach i kanałach lub wyszli z getta i zorganizowali oddziały partyzanckie. Dowódcą oddziałów partyzanckich był Aba Kowner.
Wśród członków organizacji byli poeci Hirsz Glik, autor słynnej pieśni partyzanckiej „Nie mów nigdy”, Szmerke Kaczergiński oraz Abraham Suckewer.